# Campeonato Mundial de Rugby M19 División A de 1994
El Campeonato Mundial de Rugby M19 de 1994 se disputó en Francia y fue la vigésima sexta edición del torneo en categoría M19.

## Zona Campeonato
- Los perdedores avanzan a la semifinal del 5° al 8° puesto

| 29 de marzo | Sudáfrica | 48 - 11 | Polonia |  |  |

| 29 de marzo | Argentina | 49 - 21 | España |  |  |

| 29 de marzo | Francia | 66 - 5 | Uruguay |  |  |

| 29 de marzo | Italia | 22 - 6 | Rumania |  |  |

### Semifinal 5° al 8° puesto
| 31 de marzo | Uruguay | 9 - 0 | Rumania |  |  |

| 31 de marzo | España | 26 - 5 | Polonia |  |  |

### Semifinales Campeonato
| 31 de marzo | Sudáfrica | 25 - 21 | Argentina |  |  |

| 31 de marzo | Francia | 16 - 18 | Italia |  |  |

### Séptimo puesto
| 2 de abril | Polonia | 20 - 3 | Rumania |  |  |

### Quinto puesto
| 2 de abril | Uruguay | 6 - 3 | España |  |  |

### Tercer puesto
| 2 de abril | Francia | 32 - 16 | Argentina |  |  |

### Final
| 2 de abril | Sudáfrica | 41 - 18 | Italia |  |  |

| Bandera de Sudáfrica |
| Campeón Sudáfrica    |
| Primer título        |

## Zona 9° al 16° puesto
- Los perdedores avanzan a la semifinal del 13° al 16° puesto

| 29 de marzo | Alemania | 21 - 16 | Rusia |  |  |

| 29 de marzo | Paraguay | 18 - 7 | Países Bajos |  |  |

| 29 de marzo | Portugal | 6 - 3 | Marruecos |  |  |

| 29 de marzo | Taiwán | 21 - 17 | República Checa |  |  |

### Semifinal 13° al 16° puesto
| 31 de marzo | República Checa | 13 - 10 | Marruecos |  |  |

| 31 de marzo | Alemania | 19 - 15 | Países Bajos |  |  |

### Semifinales 9° al 12° puesto
| 31 de marzo | Portugal | 34 - 17 | Taiwán |  |  |

| 31 de marzo | Rusia | 16 - 3 | Paraguay |  |  |

### 15° puesto
| 2 de abril | Marruecos | 20 - 15 | Países Bajos |  |  |

### 13° puesto
| 2 de abril | República Checa | 20 - 3 | Alemania |  |  |

### 11° puesto
| 2 de abril | Paraguay | 5 - 41 | Taiwán |  |  |

### Definición 9° puesto
| 2 de abril | Portugal | 14 - 13 | Rusia |  |  |